# Křižovatka (film, 1994)
Křižovatka (v originále Intersection) je americký dramaticko-romantický film natočený režisérem Markem Rydellem roku 1994 podle knižní předlohy Paula Guimarda.
Hlavní roli Vincenta Eastmana, který se rozhoduje mezi dvěma ženami, ztvárnil Richard Gere, roli jeho manželky Sally ztvárnila Sharon Stone, v roli jeho milenky Olivie stojí Lolita Davidovich a jeho třináctiletou dceru Meaghan si zahrála Jenny Morrison.

## Děj
Děj se odehrává ve Vancouveru, kde Vincent Eastment při cestě na pracovní schůzku havaruje. Během havárie a později při převozu do nemocnice vzpomíná na své seznámení s milenkou Olivií a na to, jak se postupně odcizoval své manželce Sally. Mezi těmito dvěma vztahy stojí navíc otcovská láska k dceři Meaghan. Vincent Eastman po převozu do nemocnice umírá a díky souhře náhod si jak Sally tak Olivia myslí, že se Vincent před autonehodou rozhodl právě pro ni.